# Liste von Stauanlagenunfällen
Die Liste von Stauanlagenunfällen einschließlich Dammbrüchen und kleineren Versagensfällen zeigt Unglücke in der Geschichte des Baus von Talsperren und sonstigen Stauanlagen. Insbesondere der plötzliche Bruch des Absperrbauwerks mit einer unkontrollierten Entleerung des Stausees oder Staubeckens kann eine Katastrophe erzeugen.

## Tabelle
Die Zahl der Toten – oft auch das Datum und fast immer die Schadenssumme – ist naturgemäß meistens nicht genau bekannt oder widersprüchlich, ebenso manchmal Namen und Schreibweisen. Die folgende Tabelle ist chronologisch geordnet. Enthalten sind auch einige Staudämme von Absetzbecken.
| Talsperre                                                                    | Ort                                           | Staat                | Provinz, Bundesland                      | Datum des Bruches           | Anzahl Tote | Geographische Lage; Schadenssumme; Bemerkungen |
| ---------------------------------------------------------------------------- | --------------------------------------------- | -------------------- | ---------------------------------------- | --------------------------- | --- | --- |
| Sadd el-Kafara                                                               | Wadi Garawi bei Kairo; Helwan                 | Ägypten              | Altes Reich bzw. Gouvernement al-Qahira  | ca. 2600 v. Chr.            | | zweitälteste, noch teilweise erhaltene Talsperre der Welt |
| Fushan-Damm                                                                  | Nanjing                                       | China                | Jiangsu                                  | 516                         | 10000 und mehr | zu kriegerischen Zwecken erbaut, kurz nach Bau durch ein Hochwasser zerstört |
| Staudamm von Ma'rib                                                          | Ma'rib                                        | Jemen                | Gouvernement Ma'rib                      | ca. 572/575                 | | mehrmals vorher schon gebrochen, eigentlich kein Stausee, sondern ein Um- oder Ableitungsdamm                                                                                    |
| Lac de Saint-Laurent, Tal der Romanche                                       | Le Bourg-d’Oisans, Grenoble                   | Frankreich           | Rhône-Alpes                              | 14. Sep. 1219               | viele (halb Grenoble)                                                                                               | durch einen Erdrutsch um 1190 entstandene natürliche Sperre, brach 30 Jahre später                                                                                               |
| Muawiya                                                                      | Medina                                        | Saudi-Arabien        | Medina                                   | 1256                        | | 24° 26′ 33,7″ N, 39° 55′ 7,6″ O 24° 26′ 28,5″ N, 39° 55′ 2,3″ O |
| Staumauer von Subiaco                                                        | Subiaco (Latium)                              | Italien              | Latium                                   | 20. Feb. 1305               | | größte Talsperre der Römer |
| Bruna-Staumauer                                                              | Siena                                         | Italien              | Republik Siena                           | Dez. 1492                   | mehrere | 42° 56′ 59,6″ N, 11° 1′ 25,8″ O |
| Mlatzer Teich (damals: Ozran Teich)                                          | Mladotice                                     | Tschechien           | Pilsen                                   | 1550                        | | Mladotický rybník, teilweiser Dammbruch, 2 Mühlen unterhalb zerstört →2. Dammbruch                                                                                               |
| San Ildefonso                                                                | Potosí                                        | Bolivien             | Tomás Frías                              | 15. März 1626               | 2000 bis 4.000 | 19° 36′ 3,9″ S, 65° 43′ 12,6″ W Silberminen-Absetzbecken |
| Puentes I                                                                    | Lorca                                         | Spanien              | Murcia                                   | 5. Aug. 1648                | | 37° 44′ 6,4″ N, 1° 49′ 12,5″ W während des Baus bei einer großen Flut zerstört                                                                                                   |
| Unterer Schalker Teich                                                       | Schulenberg                                   | Deutschland          | Harz                                     | 26. Dez. 1733               | 9 | Bruch während des Probestaus nach Fertigstellung |
| Silberteich                                                                  | Braunlage                                     | Deutschland          | Harz                                     | 3. Dez. 1760                | 4 | Bruch des Dammes nach starker Schneeschmelze |
| Filzteich                                                                    | Schneeberg                                    | Deutschland          | Sachsen                                  | 4. Feb. 1783                | 18 | 50° 34′ 14,7″ N, 12° 36′ 26,3″ O |
| Erdrutschdamm am Dadu He beim Erdbeben im Süden von Kangding in Sichuan 1786 | Kangding, Luding (Garzê)                      | China                | Sichuan                                  | 10. Juni 1786               | 100000 | 29° 37′ 58,2″ N, 102° 9′ 44,3″ O |
| Tunnel End                                                                   | Marsden, Huddersfield                         | Großbritannien       | England                                  | 1799                        | 1 | 53° 36′ 17,8″ N, 1° 56′ 31″ W:136 |
| Blackbrook-Staudamm                                                          |                                               | Großbritannien       | England                                  | 20. Feb. 1799               | | :118 |
| Gasco                                                                        | Galapagar                                     | Spanien              | Madrid                                   | 14. Mai 1799                | | 40° 33′ 4,6″ N, 3° 56′ 43,6″ W |
| Talsperre von Puentes (Puentes II)                                           | Lorca                                         | Spanien              | Murcia                                   | 30. Apr. 1802               | 608 oder 600 | 37° 44′ 6,4″ N, 1° 49′ 12,5″ W |
| Diggle Moss(Black Moss)                                                      | Marsden bei Manchester                        | Großbritannien       | England                                  | 29. Nov. 1810               | 6 | :137 |
| Hogs Back Dam                                                                | Ottawa                                        | Kanada               | Ontario                                  | 3. Apr. 1829                | 0 | 45° 22′ 15,1″ N, 75° 41′ 47,4″ W |
| Whinhill-Stausee                                                             | Greenock                                      | Großbritannien       | Schottland                               | 21. Nov. 1835               | 31 bis 37 | :122 |
| Brent Reservoir (Welsh Harp)                                                 | London                                        | Großbritannien       | England                                  | 16. Jan. 1841               | 2 | :137 |
| Glanderston                                                                  | Glasgow                                       | Großbritannien       | Schottland                               | 30. Dez. 1842               | 8 | :1 |
| Bold Venture                                                                 | Darwen                                        | Großbritannien       | England, Lancashire                      | 23. Aug. 1848               | 12 | :137 |
| Bilberry                                                                     | Holmfirth                                     | Großbritannien       | England                                  | 5. Feb. 1852                | 80 bis 84 | :56 |
| Pilská                                                                       | Príbram                                       | Tschechien           | Mittelböhmen                             | Juni 1854                   | 2 | 49° 40′ 38,7″ N, 13° 54′ 36,2″ O |
| Dale Dyke                                                                    | Bradfield bei Sheffield                       | Großbritannien       | England                                  | 12. März 1864               | 230 bis 270 | 0,5 Mio. £:12ff |
| Irukaike                                                                     | Nagoya                                        | Japan                | Präfektur Aichi                          | 14. Mai 1868                | 1000 bis 1.200 | 35° 20′ 12,9″ N, 136° 59′ 34,3″ O |
| Kohanza Dams                                                                 | Danbury                                       | USA                  | Connecticut                              | 31. Jan. 1869               | 11 | 41° 25′ 20,9″ N, 73° 29′ 24,7″ W Beim Bruch des oberen Damms wurde auch der untere zerstört.                                                                                     |
| Mlatzer Teich                                                                | Mladotice                                     | Tschechien           | Pilsen                                   | 25. Mai 1872                | | Mladotický rybník →1. Dammbruch |
| Mill River                                                                   | Williamsburg                                  | USA                  | Massachusetts                            | 16. Mai 1874                | 138 bis 144 | |
| Cwm Carne                                                                    | Newport                                       | Großbritannien       | Wales                                    | 14. Juli 1875               | 12 | :138 |
| Castle Malgwyn                                                               | Cardigan, Pembrokeshire                       | Großbritannien       | Wales                                    | 10. Aug. 1875               | 2 | :1 |
| Mühlendamm am Catfish Creek                                                  | Rockdale                                      | USA                  | Iowa                                     | 4. Juli 1876                | 39 bis 47 | |
| El Habra (Fergoug I)                                                         | Perrégaux                                     | Algerien             | Muaskar                                  | 15. Dez. 1881               | 200 bis 250 | weitere Brüche in anderen Jahren |
| Damm am Selangor                                                             | Kuala Kubu (Ampang Pecah)                     | Malaysia             | Hulu Selangor                            | Feb. 1883                   | 25 | 3° 32′ 39,8″ N, 101° 39′ 30,5″ O |
| Cheurfas                                                                     | Saint-Denis-du-Sig (Sig)                      | Algerien             | Muaskar                                  | 8. Feb. 1885                | 10 | 35° 24′ 11,2″ N, 0° 15′ 14,9″ W |
| Mud Pond (Basin Pond)                                                        | East Lee                                      | USA                  | Massachusetts                            | 20. Apr. 1886               | 7 | 42° 18′ 5,5″ N, 73° 10′ 5,7″ W (1968 noch einmal gebrochen) |
| Mena                                                                         | Valparaíso                                    | Chile                | Valparaíso                               | 11. Aug. 1888               | 100 und mehr | [ 25 ] |
| Reservoir des Wasserkraftwerks Sonzier                                       | Sonzier, Montreux                             | Schweiz              | Waadt                                    | 6. Nov. 1888                | 5 bis 13 | 560541 / 143349 (ca.) |
| South-Fork-Talsperre                                                         | Johnstown                                     | USA                  | Pennsylvania                             | 31. Mai 1889                | 2209 | 17 Mio. $ |
| Walnut-Grove-Staudamm                                                        | Wickenburg                                    | USA                  | Arizona                                  | 22. Feb. 1890               | 50 bis 150 | |
| Gohna Lake                                                                   | Srinagar, Garhwal                             | Indien               | Uttarakhand                              | 25. Aug. 1894               | 5 | 30° 22′ 19,9″ N, 79° 29′ 18,9″ O (ca.) eine durch einen Erdrutsch vom September 1893 entstandene natürliche Sperre staute einen See auf und brach 1894                           |
| Angels Dam (Ross Reservoir)                                                  | Angels Camp                                   | USA                  | Kalifornien                              | Apr. 1895                   | 1 | 38° 7′ 0,1″ N, 120° 30′ 54,4″ W |
| Bouzey                                                                       | Épinal                                        | Frankreich           | Vogesen                                  | 27. Apr. 1895               | 86 bis 200 | 14 Mio. $ |
| Austin-Talsperre (Texas)                                                     | Austin                                        | USA                  | Texas                                    | 7. Apr. 1900                | 7 bis 10 | |
| Hauser-Talsperre                                                             | Helena (Montana)                              | USA                  | Montana                                  | 14. Apr. 1908               | 0 | Stahldamm |
| Fergus Falls Hydro Dam (Broken Down Dam)                                     | Fergus Falls                                  | USA                  | Minnesota                                | 24. Sep. 1909               | 0 | 46° 17′ 26,7″ N, 96° 1′ 23,8″ W Vier weitere Talsperren unterhalb brachen ebenfalls.                                                                                             |
| Clydach-Vale-Stausee                                                         | Rhondda Valley                                | Großbritannien       | Wales                                    | 11. März 1910               | 8 | :1 |
| Austin-Talsperre (Bayless)                                                   | Austin                                        | USA                  | Pennsylvania                             | 30. Sep. 1911               | 78 | 41° 39′ 10,6″ N, 78° 5′ 7,6″ W |
| Lyman                                                                        | St. Johns                                     | USA                  | Arizona, Apache County                   | 14. Apr. 1915               | 8 | 34° 21′ 47,7″ N, 109° 23′ 10,4″ W |
| Elmali I                                                                     | Istanbul                                      | Türkei               | Istanbul                                 | 1916                        | | 41° 4′ 28,7″ N, 29° 6′ 11,3″ O |
| Lower Otay und Sweetwater                                                    | San Diego                                     | USA                  | Kalifornien                              | 27. Jan. 1916               | 12 bis 50 (plus 21)                                                                                                 | 6 Mio. $ |
| Lake Toxaway                                                                 | Toxaway                                       | USA                  | South Carolina                           | 13. Aug. 1916               | 0 | 35° 7′ 28,7″ N, 82° 55′ 58,6″ W |
| Talsperre an der Weißen Desse                                                | Bilá Desná                                    | Österreich- Ungarn   | Böhmen                                   | 18. Sep. 1916               | 62 | 260.000 von 400.000 m³ ausgeronnen |
| Mammoth Dam                                                                  | Fairview                                      | USA                  | Utah                                     | 25. Juni 1917               | 1 | 39° 42′ 56,6″ N, 111° 17′ 55″ W; 1,2 Mio. US-$ |
| Tigra-Talsperre                                                              | Gwalior                                       | Indien               | Madhya Pradesh                           | 4. Aug. 1917                | 1000 und mehr | |
| Gleno-Talsperre                                                              |                                               | Italien              | Bergamo                                  | 1. Dez. 1923                | 354 bis 600 | |
| Skelmorlie-Staudamm                                                          | North Ayrshire                                | Großbritannien       | Schottland                               | 18. Apr. 1925               | 5 | |
| Eileen Dam                                                                   | Mojie Springs                                 | USA                  | Idaho                                    | 19. Mai 1925                | 0 | 48° 46′ 31,3″ N, 116° 9′ 19″ W |
| Sheffield-Talsperre                                                          | Santa Barbara                                 | USA                  | Kalifornien                              | 29. Juni 1925               | 13 (bis zu) | bei Erdbeben |
| Eigiau und Coedty                                                            | Dolgarogg                                     | Großbritannien       | Wales                                    | 2. Nov. 1925                | 10 bis 16 | Kaskadenbruch |
| Saint Francis                                                                | Los Angeles                                   | USA                  | Kalifornien                              | 13. März 1928               | 600 (bis zu) | |
| Suginoki-Reservoir                                                           | Komoro                                        | Japan                | Nagano                                   | 28. Aug. 1928               | 7 | 36° 14′ 48,8″ N, 138° 27′ 17,1″ O (ca.) |
| Briseis (Cascade)                                                            | Derby                                         | Australien           | Tasmanien                                | 4. Apr. 1929                | 11 oder 14 | |
| Castlewood Canyon Dam                                                        | Franktown                                     | USA                  | Colorado                                 | 3. Aug. 1933                | 2 | Castlewood Canyon State Park |
| Granadillar                                                                  | El Toscon                                     | Spanien              | Gran Canaria                             | Feb. 1934                   | 8 | |
| Wasserkraftwerk Nischne Swirskaja                                            | Svirstroy                                     | UdSSR                | Oblast Leningrad                         | 1935                        | | 60° 48′ 25,1″ N, 33° 42′ 10,2″ O Kriegszerstörung 20. Juni 1944 |
| Alla Sella Zerbino                                                           | Ovada                                         | Italien              | Piemont                                  | 13. Aug. 1935               | 100 und mehr | |
| Wagner Creek (Loup Loup dam)                                                 | Okanogan, Malott                              | USA                  | Washington                               | Apr. 1938                   | 0 | 48° 22′ 59,9″ N, 119° 45′ 53,1″ W |
| Mound Lake                                                                   | Rock County                                   | USA                  | Minnesota                                | 1938                        | | 43° 43′ 5,4″ N, 96° 11′ 24,9″ W |
| Horonai                                                                      | Omu                                           | Japan                | Hokkaido                                 | 6. Juni 1941                | 60 | 44° 38′ 27,9″ N, 142° 50′ 1,6″ O |
| Dnjeprostroj                                                                 | Saporischschja                                | Ukraine, Sowjetunion | Oblast Saporischschja                    | 18. Aug. 1941               | 20000 bis 100.000                                                                                                   | 47° 52′ 9″ N, 35° 5′ 13″ O Kriegshandlung |
| Jircacocha-See                                                               | Huaraz                                        | Peru                 | Ancash                                   | 13. Dez. 1941               | 5000 (ca.) | 9° 24′ 7,4″ S, 77° 23′ 4″ W Flutwelle aus Palcacocha-Gletschersee traf auf Jircacocha-Damm und zerstörte ihn und die Stadt Huaraz                                                |
| Möhnetalsperre                                                               | Möhne                                         | Deutschland          | Nordrhein-Westfalen                      | 17. Mai 1943                | 1200 bis 1.600 | Kriegshandlung: Möhnekatastrophe im Rahmen der Operation Chastise |
| Edertalsperre                                                                | Eder                                          | Deutschland          | Hessen                                   | 17. Mai 1943                | 47 bis 100 | Kriegshandlung: Operation Chastise |
| Selsfors                                                                     | Skellefteå                                    | Schweden             | Västerbottens län                        | 12. Nov. 1943               | 0 | |
| Xuriguera                                                                    |                                               | Spanien              | Katalonien                               | 24. Feb. 1944               | 7 | |
| Subansiri                                                                    |                                               | China, Indien        | Tibet, Assam                             | 23. Aug. 1950               | 532 | natürlicher Damm durch Erdrutsch bei Erdbeben, nach 8 Tagen durch das aufgestaute Wasser gebrochen und wieder fortgeschwemmt                                                     |
| Heiwa-ike                                                                    | Kameoka                                       | Japan                | Kyoto                                    | 11. Juli 1951               | 75 bis 114 | [ 50 ] |
| Taisho-Teich                                                                 | Ide                                           | Japan                | Präfektur Kyoto                          | 15. Aug. 1953               | 108 | 34° 48′ 41,4″ N, 135° 51′ 16″ O Vorgängerteich der heutigen Talsperre brach bei Überschwemmung; der Ninotani-Staudamm brach ebenfalls.                                           |
|                                                                              | Gallinas                                      | USA                  | New Mexico                               | 1957                        | 0 | Nach Schnitter (1976) ist nicht die 1910 gebaute Bogenstaumauer am Gallinas River gebrochen, sondern drei vor 1907 gebaute Holzkonstruktionen.                                   |
| Vega de Tera                                                                 | Ribadelago                                    | Spanien              | Kastilien-León                           | 9. Jan. 1959                | 140 bis 145 | |
| Pontesei                                                                     | Belluno                                       | Italien              | Veneto                                   | 22. März 1959               | 1 | 46° 20′ 9,9″ N, 12° 13′ 36,6″ O (Flutwelle durch Erdrutsch) |
| Lomngtun                                                                     |                                               | China                | Liaoning                                 | 21. Juli 1959               | 707 | [ 54 ] |
| Barrage de Malpasset                                                         | Fréjus                                        | Frankreich           | Département Var                          | 2. Dez. 1959                | 361 bis 429 | 68 Mio. $ Schaden, etwa 421 Tote |
| May                                                                          |                                               | Türkei               | Konya                                    | 1960                        | 0 | 37° 30′ 33,2″ N, 32° 33′ 52,3″ O Auslaufen durch Dolinen |
|                                                                              | Idbar                                         | Bosnien- Herzegowina | Herzegowina-Neretva                      | 1960                        | 0 | 43° 39′ 55,7″ N, 17° 52′ 48,5″ O |
| L’Oros                                                                       | Fortaleza                                     | Brasilien            | Ceara                                    | 25. März 1960               | ca. 1000 | |
| Tiefosi                                                                      | Shangcheng                                    | China                | Henan                                    | 18. Mai 1960                | 1092 | 31° 47′ 14,1″ N, 115° 25′ 8,5″ O |
| Hyogi-ri                                                                     | Namwon                                        | Südkorea             | Jeollabuk-do (Nord-Jeolla)               | 1961                        | 139 bis 250 | 35° 25′ 7,3″ N, 127° 28′ 15,7″ O |
| Kureniwka-Schlammlawine                                                      | Babyn Jar, Kiew-Kureniwka                     | Ukraine              | Kiew                                     | 13. März 1961               | 145 | 50° 28′ 46,3″ N, 30° 27′ 12,8″ O Geländeauffüllung mit Sand/Wassermischung zur Baulandgewinnung, nach Schneeschmelze Schlammlawine in Wohngebiet                                 |
| Panshet und Khadakwasla                                                      | Pune                                          | Indien               | Maharashtra                              | 12. Juli 1961               | 1000 bis mehr als 2000                                                                                              | Kaskadenbruch |
| Deich am Dongcheon                                                           | Suncheon                                      | Südkorea             | Jeollanam-do                             | 28. Aug. 1962               | 131 bis 229 | 35° 0′ 2″ N, 127° 23′ 1,3″ O (ca.) |
| Quebrada la Chapa                                                            | Paz de Rio                                    | Kolumbien            | Boyacá                                   | 8. Apr. 1963                | 250 | 5° 59′ 16,4″ N, 72° 44′ 34,7″ W |
| Spaulding Pond (Mohegan Park)                                                | Norwich                                       | USA                  | Connecticut                              | 6. März 1963                | 6 | 6 Mio. $ Schaden |
| Little Deer Creek                                                            | Duchesne                                      | USA                  | Utah                                     | 16. Juni 1963               | 1 | 40° 37′ 52,7″ N, 110° 55′ 17,7″ W |
| Liujiatai                                                                    | Baoding                                       | China                | Hebei                                    | 8. Aug. 1963                | 948 | [ 54 ] |
| Vajont (Vaiont)                                                              | Longarone                                     | Italien              | Veneto                                   | 9. Okt. 1963                | ca. 2000 | durch Gebirgsrutsch entstandene Flutwelle, Staumauer hielt dem Druck stand, wurde jedoch überspült                                                                               |
| Baldwin Hills                                                                | Los Angeles                                   | USA                  | Kalifornien                              | 14. Dez. 1963               | 5 oder 8 | 50 Mio. $ Schaden |
| Swift und Lower Two Medicine                                                 |                                               | USA                  | Montana                                  | 8. Juni 1964                | 19 (plus 9/30) | |
|                                                                              | Macherla                                      | Indien               | Andhra Pradesh                           | 29. Sep. 1964               | 1000 | 16° 28′ 35,5″ N, 79° 25′ 58,8″ O (ca.) |
| Ovčar-Banja-Wasserkraftwerk                                                  | Ovčar Banja                                   | Serbien              | Moravica                                 | 13. Mai 1965                | | 43° 53′ 58,6″ N, 20° 10′ 49,1″ O |
| El Cobre Minen-Absetzbecken                                                  |                                               | Chile                | Region Valparaiso                        | 28. März 1965               | 200 | 32° 38′ 38,9″ S, 71° 10′ 2,6″ W bei Erdbeben |
| Torrejon el Rubio                                                            | Torrejón el Rubio                             | Spanien              | Cáceres                                  | 22. Okt. 1965               | 30 bis 70 | [ 70 ] |
| Rutte                                                                        | Greuth (Tarvis)                               | Italien              | Friaul-Julisch Venetien                  | 7. Nov. 1965                | 0 | |
| Absetzbecken der Mir-Mine                                                    | Sgorigrad, Vratza                             | Bulgarien            | Oblast Wraza                             | 1. Mai 1966                 | 488 (bis zu) | 43° 9′ 55,3″ N, 23° 30′ 4,7″ O |
| Wachi                                                                        | Funai-gun                                     | Japan                | Präfektur Kyoto                          | 2. Juli 1967                | 1 | 35° 15′ 7,9″ N, 135° 25′ 0,7″ O Kurz nach der Fertigstellung brach während eines Betriebstests ein Wehrverschluss durch Vibrationen und erzeugte eine Flutwelle.                 |
| Nanaksagar                                                                   | Udham Singh Nagar                             | Indien               | Uttaranchal                              | 27. Aug. 1967               | 100 | |
| Sempor                                                                       | Kebumen                                       | Indonesien           | Java                                     | 29. Nov. 1967               | 160 bis 200 | |
| Lee Lake (Basin Pond)                                                        | East Lee                                      | USA                  | Massachusetts                            | 24. März 1968               | 2 | 42° 18′ 5,5″ N, 73° 10′ 5,7″ W (1886 schon einmal gebrochen) |
|                                                                              | Choma                                         | Sambia               |                                          | 1969                        | | 16° 48′ 40,4″ S, 26° 58′ 44,1″ O (ca.) |
| Frias (Pardo?)                                                               | Mendoza                                       | Argentinien          | Provinz Mendoza                          | 4. Jan. 1970                | 100 (bis zu) | 32° 54′ 5″ S, 68° 53′ 42,1″ W 20–23 Mio. $ |
| Sheep Creek Dam                                                              | Elgin                                         | USA                  | Nord-Dakota                              | Mai 1970                    | | 46° 20′ 31,3″ N, 101° 50′ 53,8″ W |
| Hengjiang                                                                    | Jieyang                                       | China                | Guangdong                                | 15. Sep. 1970               | 779 | 23° 29′ 17″ N, 115° 48′ 15″ O |
| Lower Van Norman Dam, Mclay Dam, Hansen Dam                                  | San Fernando                                  | USA                  | Kalifornien                              | 9. Feb. 1971                | | 30 Mio. $; bei San-Fernando-Erdbeben von 1971; nur Beinahe-Katastrophe |
| Dongkoumiao                                                                  | Xidian                                        | China                | Zhejiang                                 | 2. Juni 1971                | 186 | 29° 26′ 25,1″ N, 121° 25′ 29,6″ O |
| Certej                                                                       | Certeju de Sus                                | Rumänien             | Hunedoara                                | 30. Okt. 1971               | 89 | |
| Buffalo-Creek                                                                | Logan                                         | USA                  | West Virginia                            | 26. Feb. 1972               | 125 | 30–50 Mio. $ Schaden |
| Canyon Lake                                                                  | Rapid City                                    | USA                  | Süd-Dakota                               | 9. Juni 1972                | 236 bis 238 | nur ca. 33 davon infolge des Dammbruchs gestorben |
|                                                                              | Liaohe                                        | China                | Shanxi                                   | 1973                        | 29 | |
| Lijiazui                                                                     |                                               | China                | Gansu                                    | 27. Apr. 1973               | 580 | 35° 10′ 49″ N, 105° 49′ 23,4″ O (ca.) |
| El Conejo                                                                    | Irapuato                                      | Mexiko               | Guanajuato                               | 18. Aug. 1973               | etwa 3000 | 20° 43′ 55,8″ N, 101° 24′ 1,7″ W |
| Shijiagou                                                                    | Zhuanglang                                    | China                | Gansu                                    | 24./ 25. Aug. 1973          | 81 | [ 54 ] [ 23 ] |
| Hubacov                                                                      | Mirosovice                                    | Tschechien           | bei Prag                                 | 1974                        | 5 | 49° 54′ 46,3″ N, 14° 43′ 32″ O |
| Tarbela-Talsperre                                                            | Islamabad                                     | Pakistan             | Khyber Pakhtunkhwa                       | Juli 1974                   | | 100 Mio. $ Schaden |
| Elandsdrift                                                                  | Cradock                                       | Südafrika            | Eastern Cape                             | 1975                        | 10 | 32° 31′ 48,2″ S, 25° 45′ 22,5″ O |
| Walter Bouldin                                                               | Montgomery                                    | USA                  | Alabama                                  | 10. Feb. 1975               | 0 | 32° 35′ 1,6″ N, 86° 16′ 55,4″ W |
| Banqiao-Staudamm                                                             |                                               | China                | Henan                                    | 8. Aug. 1975                | 26.000 durch die unmittelbaren Flutwellen (nach anderen Quellen bis zu 85.000), durch Hunger und Epidemien: 145.000 | Kaskadenbruch von 62 Staudämmen nach einem Taifun |
| Santo Tomas Damm                                                             | Santo Tomas                                   | Philippinen          | Batangas                                 | 26. Mai 1976                | 80 bis 82 | 14° 7′ 30″ N, 121° 8′ 16,8″ O (ca.) Dammbruch als Folge des Taifuns Olga |
| Damm am El Cajoncito                                                         | La Paz                                        | Mexiko               | Baja California                          | 30. Sep. 1976               | 400 bis 1000 | 24° 7′ 20,9″ N, 110° 16′ 45″ W Dammbruch als Folge des Hurrikans Liza |
| Bearwallow-Damm                                                              |                                               | USA                  | North Carolina                           | 22. Feb. 1976               | 4 | |
| Teton-Staudamm                                                               |                                               | USA                  | Idaho                                    | 5. Juni 1976                | 11 oder 14 | 400 Mio. bis 1 Mrd. $ |
| Bolan                                                                        | Quetta                                        | Pakistan             | Belutschistan                            | Sep. 1976                   | 20 | [ 86 ] |
| Jishan und Wenchun                                                           |                                               | China                | Shanxi                                   | 1977                        | 30 | [ 87 ] |
| Euclides da Cunha & Sales de Oliveira                                        | Sao Jose do Rio Pardo                         | Brasilien            | São Paulo                                | 20. Jan. 1977               | 0 | 21° 36′ 12″ S, 46° 56′ 57,7″ W Kaskadenbruch |
| Laurel Run und Sandy Run                                                     | Johnstown                                     | USA                  | Pennsylvania                             | 20. Juli 1977               | 39 bis 40 (plus 5)                                                                                                  | 20–45 Mio. $ |
| Ibrastausee                                                                  | Ibra                                          | Deutschland          | Hessen                                   | 22. Aug. 1977               | 0 | 30 Mio. DM |
| Kelly-Barnes-Staudamm                                                        | Toccoa Falls                                  | USA                  | Georgia                                  | 6. Nov. 1977                | 39 | |
| Machhu II                                                                    | Morvi                                         | Indien               | Gujarat                                  | 11. Aug. 1979               | 2000 bis 2.500 | 15 Mio. $ |
| Gotvand (Untere)                                                             | Gotvand                                       | Iran                 | Chuzestan                                | Feb. 1980                   | 200 | 32° 16′ 34,2″ N, 48° 50′ 8,3″ O |
| Hirakud-Talsperre                                                            |                                               | Indien               | Orissa                                   | Sep. 1980                   | 1000 | Notentlastung, kein Dammbruch |
| Gopinatham-Talsperre                                                         |                                               | Indien               | Karnataka                                | 19. Okt. 1981               | 40 bis 47 | |
| Lawn-Lake-Staudamm                                                           | Lawn Lake                                     | USA                  | Colorado                                 | 15. Juli 1982               | 3 | 21 bis 31 Mio. US $ |
| Tous-Talsperre                                                               | Valencia                                      | Spanien              | Valencia                                 | 20. Okt. 1982               | 20 und mehr | |
| D.M.A.D.                                                                     | Delta, Utah                                   | USA                  | Utah                                     | 23. Juni 1983               | 1 | 39° 23′ 39,1″ N, 112° 29′ 6,2″ W >3 Mio. $ |
| Guavio-Talsperre                                                             | Guavio                                        | Kolumbien            | Cundinamarca                             | 28. Juli 1983               | 150 bis 200 | Erdrutsch während der Bauarbeiten, keine Flutwelle |
| Tesero-Dammbruch                                                             | Val di Stava                                  | Italien              | Trentino                                 | 19. Juli 1985               | 264 bis 361 | Absetzbecken |
| Kantale-Talsperre                                                            | Trincomalee                                   | Sri Lanka            | Ostprovinz                               | 20. Apr. 1986               | 178 (bis zu) | 8° 21′ 39,4″ N, 80° 59′ 26,8″ O |
| Leguaseca-Staumauer                                                          |                                               | Spanien              | Galicien                                 | März 1987                   | 7 | |
| Sargazonskaja                                                                | Sargazon                                      | UdSSR                | Tadschikistan                            | 16. Apr. 1987               | 19 bis 31 | 38° 4′ 5,6″ N, 69° 14′ 11,1″ O 450 Mio. US$ |
| Damm eines Absetzbeckens eines Molybdän-Bergwerkes                           | Jinduicheng                                   | China                | Shaanxi                                  | 30. Apr. 1988               | 20 | 34° 16′ 58″ N, 109° 59′ 51,4″ O |
| Bagauda-Stausee                                                              | Bebeji                                        | Nigeria              | Kano                                     | 16. Aug. 1988               | 23 | |
| Wujiangdu-Talsperre                                                          |                                               | China                | Guizhou                                  | 1. Mai 1989                 | 28 | |
| Tamale-Staudamm                                                              | Tamale                                        | Ghana                | Northern Region                          | 25. Aug. 1989               | 7 | [ 93 ] |
| Evans & Lockwood                                                             | Fayetteville                                  | USA                  | North Carolina                           | 15. Sep. 1989               | 2 | 35° 6′ 25,7″ N, 78° 51′ 59,4″ W >10 Millionen US-$ |
| Kendall Lake                                                                 | Camden                                        | USA                  | South Carolina                           | 11. Okt. 1990               | 4 | 34° 15′ 25,8″ N, 80° 35′ 29,9″ W |
| Belci-Staudamm                                                               |                                               | Rumänien             | Kreis Bacău                              | 29. Juli 1991               | 25 | wurde nicht mehr aufgebaut |
| Kisseljowsk                                                                  | Serow                                         | Russland             | Swerdlowsk                               | 14. Juni 1993 und Juli 1994 | 15 | 56 Mrd. Rubel |
| Gouhou                                                                       | Hainan (Qinghai)                              | China                | Qinghai                                  | 27. Aug. 1993               | 240 bis 1.200 | 36° 23′ 42,8″ N, 100° 34′ 53,9″ O 18–26 Mio. $ |
| Artik-Staudamm                                                               |                                               | Armenien             | Schirak                                  | 1994                        | 2 | 40° 39′ 40″ N, 43° 54′ 10″ O |
| Merriespruit-Unglück (Harmony No. 4)                                         | Merriespruit, Virginia                        | Südafrika            | Free State                               | 22. Feb. 1994               | 17 | Absetzbecken einer Goldmine |
| Tirljan-Staudamm                                                             | Belorezk                                      | Russland             | Baschkirien                              | 7. Aug. 1994                | 22 | 40 Mrd. Rubel |
| Lake Blackshear                                                              | Albany                                        | USA                  | Georgia                                  | 9. Juli 1994                | 15 | |
| Timberlake dam                                                               | Lynchburg, Campbell County                    | USA                  | Virginia                                 | 22. Juni 1995               | 2 | 37° 18′ 47,9″ N, 79° 16′ 25,4″ W |
| Manila Mining Absetzbecken                                                   | Placer                                        | Philippinen          | Surigao del Norte                        | 2. Sep. 1995                | 12, Umweltschaden                                                                                                   | 9° 39′ 55,7″ N, 125° 35′ 38,9″ O |
| Meadow Pond                                                                  | Alton                                         | USA                  | New Hampshire                            | 13. März 1996               | 1 | |
| Placer / Marcopper Minen-Absetzbecken                                        | Boac                                          | Philippinen          | Marinduque, MIMAROPA                     | 24. März 1996               | 0 | 13° 25′ 22,1″ N, 121° 58′ 49,4″ O 80 Millionen US-$ Umweltschaden |
|                                                                              | Changping                                     | China                | Shanxi                                   | 1997                        | 30 | [ 103 ] |
| Staudamm des Lake Opuha                                                      | Fairlie                                       | Neuseeland           | South Canterbury                         | 6. Feb. 1997                | 0 | >500.000 $ |
| Bergwerk Los Frailes                                                         | Aznalcóllar, Sevilla                          | Spanien              | Andalusien                               | 25. Apr. 1998               | 0 | Absetzbecken; 42,5 Mio. $ |
| Kewari                                                                       | Sanjlawi                                      | Pakistan             | Belutschistan                            | 14. Juli 1999               | 8 | [ 104 ] |
| Baia-Mare-Dammbruch eines Absetzbeckens                                      | Baia Mare                                     | Rumänien             | Maramures                                | 30. Jan. 2000               | 0 | 47° 39′ 2,7″ N, 23° 38′ 25,4″ O großer Umweltschaden |
| Zeyzoun-Talsperre                                                            | Hama                                          | Syrien               | Gouvernement Hama                        | 4. Juni 2002                | bis 100 | 35° 43′ 3,1″ N, 36° 21′ 49,7″ O |
| Presa La Ventilla und Presa El Capulin                                       | La Ventilla, Villa de Reyes bzw. Villa Garcia | Mexiko               | San Luis Potosi bzw. Zacatecas           | 15. Aug. 2002               | 14 (11 (La Ventilla) + 3 (El Capulin))                                                                              | 21° 46′ 39,6″ N, 101° 2′ 13,5″ W und 22° 11′ 15,8″ N, 101° 56′ 59,9″ W |
| Big Bay Dam                                                                  | Hattiesburg                                   | USA                  | Mississippi                              | 12. März 2004               | 0 | 31° 10′ 57″ N, 89° 34′ 16″ W |
| Dalongtan-Talsperre                                                          | Dalongtan, Enshi                              | China                | Hubei                                    | 27. Mai 2004                | 18 | |
| Camara-Talsperre                                                             | Alagoa Grande                                 | Brasilien            | Paraiba                                  | 17. Juni 2004               | 3, 5 oder 7 | 7° 1′ 56,2″ S, 35° 45′ 43,5″ W |
| Shadi-Kaur-Staudamm                                                          | Pasni                                         | Pakistan             | Belutschistan                            | 10. Feb. 2005               | 140 bis 500 | 25° 31′ 47,7″ N, 63° 24′ 58,5″ O |
| Band-e-Sultan-Talsperre                                                      | Ghazni                                        | Afghanistan          | Ghazni                                   | 29. März 2005               | 6 | 33° 45′ 26,2″ N, 68° 22′ 51,6″ O |
| Xiaocaoba-Staudamm                                                           | Xiaocaoba, Yiliang                            | China                | Yunnan                                   | 21. Juli 2005               | 16 | 560.000 $ |
| Valigonda                                                                    | Valigonda                                     | Indien               | Andhra Pradesh                           | 29. Okt. 2005               | 114 | Eisenbahnbrücke wird weggespült, in die Lücke stürzt ein Zug |
| Taum Sauk                                                                    | St. Louis                                     | USA                  | Missouri                                 | 14. Dez. 2005               | 0 | 37° 32′ 18,2″ N, 90° 49′ 7,9″ W Pumpspeicherwerk |
| Chaqchaq                                                                     | Suleimanija                                   | Irak                 | Kurdistan                                | 4. Feb. 2006                | | 35° 36′ 9,5″ N, 45° 22′ 58,8″ O (Bild vom gebrochenen Damm) |
| Kaloko                                                                       | Kilauea                                       | USA                  | Hawaii                                   | 14. März 2006               | 7 | |
| Gusau-Dammbruch                                                              |                                               | Nigeria              | Zamfara                                  | 30. Sep. 2006               | 40 | 12° 8′ 45,2″ N, 6° 40′ 11,6″ O |
| Situ Gintung                                                                 | Tangerang                                     | Indonesien           | Jakarta                                  | 27. März 2009               | 93 (mindestens) | |
| Rongli                                                                       | Rangpo                                        | Indien               | Sikkim                                   | 16. Apr. 2009               | 12 | |
| Algodões                                                                     | Cocal da Estação                              | Brasilien            | Piauí                                    | 27. Mai 2009                | 6 | [ 111 ] |
| Sajano Schuschenskaja                                                        | Tscherjomuschki                               | Russland             | Sajanogorsk                              | 17. Aug. 2009               | 75 | ~1,25 Mrd. $, Rohrleitungsbruch, kein Dammbruch |
| Qysyl-Agasch-Damm                                                            | Qysyl-Agasch, Almaty                          | Kasachstan           | Region Schetissu                         | 11. März 2010               | 34 bis 40 | 45° 17′ 58,5″ N, 78° 45′ 14,1″ O |
| Delhi-Damm                                                                   | Delhi                                         | USA                  | Iowa                                     | 24. Juli 2010               | 0 | 42° 24′ 28,7″ N, 91° 20′ 43,4″ W |
| Niedów-Stausee                                                               | Niedów                                        | Polen                | Niederschlesien                          | 7. Aug. 2010                | 1 | [ 113 ] |
| Kolontár                                                                     |                                               | Ungarn               | Westungarn                               | 4. Okt. 2010                | 10, großer Umweltschaden                                                                                            | Absetzbecken (Bauxit-Rotschlamm) |
| Fujinuma-Talsperre                                                           | Sukagawa                                      | Japan                | Fukushima                                | 11. März 2011               | 4, 8 Vermisste | Bruch nach dem Tōhoku-Erdbeben vom 11. März 2011 |
| Eleyele                                                                      | Ibadan                                        | Nigeria              | Oyo                                      | 27. Aug. 2011               | 102 | 7° 25′ 15,1″ N, 3° 51′ 13,8″ O |
| Kurzras                                                                      | Südtirol                                      | Italien              | Kurzras                                  | 27. Dez. 2011               | 0 | Staubecken am Schnalstaler Gletscher für Beschneiungsanlage rinnt aus, 3 Hotels werden evakuiert.                                                                                |
| Iwanowo                                                                      | Biser                                         | Bulgarien            | Chaskowo                                 | 6. Feb. 2012                | 8 | |
| Shenjiakeng-Reservoir                                                        | Zhoushan, Daishan-Insel                       | China                | Zhejiang                                 | 10. Aug. 2012               | 10 | bei Taifun; 27 Verletzte |
| Stung Atay                                                                   | Veal Veaeng, Kardamom-Berge                   | Kambodscha           | Pursat                                   | 1. Dez. 2012                | 4 tot/vermisst, 7 verletzt                                                                                          | 11° 59′ 6,8″ N, 103° 8′ 50,8″ O |
| Lianfeng                                                                     | Kaziwan, Urumqi                               | China                | QiDaoWan, Xinjiang                       | 2. Feb. 2013                | 1 | 43° 54′ 10,4″ N, 87° 39′ 16,9″ O |
| Mount Polley                                                                 | Region Cariboo                                | Kanada               | British Columbia                         | 4. Aug. 2014                | 0 | 52° 31′ 19,5″ N, 121° 36′ 8″ W Minen-Absetzbecken; Umweltschaden |
| Absetzbecken der Samarco-Mine                                                | Bento Rodrigues                               | Brasilien            | Minas Gerais                             | 5. Nov. 2015                | 19, (plus 45 vermisst)                                                                                              | Durch die giftige Schlammlawine von 62 Mio. m³ Umweltkatastrophe im Rio Doce über 600 km bis zum Meer                                                                            |
| Sparmos                                                                      | Olimpiada                                     | Griechenland         | Elassona                                 | 27. März 2016               | 0 | 40° 0′ 15,4″ N, 22° 17′ 30,3″ O |
| Oroville-Staudamm                                                            | Oroville                                      | USA                  | Kalifornien                              | 7. Feb. 2017                | 0 | Versagen der Hochwasserentlastung während Frühjahrhochwassers, Überlaufen des Sees über Notüberlauf; 1,1 Mrd. $                                                                  |
| Nam Ao                                                                       | Phaxay District                               | Laos                 | Xieng Khuang Province                    | 11. Sep. 2017               | 0 | [ 130 ] |
| Ituango-Talsperre                                                            | Ituango                                       | Kolumbien            | Departamento de Antioquia                | 30. Apr. 2018               | 0 | Einsturz eines Umgehungsstollens während des Baus, unkontrollierter Pegelanstieg, überflutete Kraftwerkskaverne, Gefahr des Totalverlustes durch Überströmen des Erdschüttdammes |
| Patel-Milmet-Staudamm                                                        | Solai                                         | Kenia                | Nakuru                                   | 9. Mai 2018                 | 48 | 0° 5′ 49,5″ S, 36° 8′ 46″ O |
| Xe Pian-Xe Namnoy                                                            | Bezirk Sanamxay                               | Laos                 | Provinz Attapeu                          | 23. Juli 2018               | 26 (mind.), 131 vermisst                                                                                            | 15° 0′ 29″ N, 106° 33′ 51,7″ O |
| Sheyuegou                                                                    | Tougong, Qincheng                             | China                | Xinjiang, Kumul (Hami)                   | 31. Juli 2018               | 20, 8 verletzt | 42° 43′ 14,6″ N, 94° 36′ 18,4″ O |
| Swar Chaung                                                                  | Yedashe, Taungoo                              | Myanmar              | Bago                                     | 29. Aug. 2018               | 4, 3 vermisst | 19° 11′ 34,8″ N, 96° 12′ 19,4″ O |
| Schlammrückhaltebecken von Brumadinho                                        | Brumandinho                                   | Brasilien            | Minas Gerais                             | 25. Jan. 2019               | 267 (mind.), mehrere vermisst, Stand 18. April 2023                                                                 | Dammbruch an einem Rückhaltebecken für Bergbauabfälle |
| Spencer Dam                                                                  | Spencer                                       | USA                  | Nebraska                                 | 14. März 2019               | 4 | 42° 48′ 32,1″ N, 98° 39′ 23,2″ W |
| Tiware                                                                       | Ratnagiri District                            | Indien               | Maharashtra                              | 2. Juli 2019                | 18, weitere vermisst                                                                                                | 17° 36′ 0,2″ N, 73° 41′ 41″ O |
| Toddbrook Reservoir                                                          | Whaley Bidge                                  | Großbritannien       | Derbyshire                               | 1. Aug. 2019                | 0 | 53° 19′ 35,2″ N, 1° 59′ 21,5″ W Grundbruch an der Hochwasserentlastung nach Starkregen, Einsturzgefahr, Evakuierung von 6500 Unterliegern                                        |
| Damm am Fluss Seiba                                                          | Schetinkino                                   | Russland             | Sibirien, Region Krasnojarsk             | 19. Okt. 2019               | 15 (plus 6 Vermisste)                                                                                               | 54° 32′ 47,1″ N, 93° 26′ 26,1″ O Goldmine der Firma Sissim (Unternehmen), Tochter von Sibsoloto; Behörde war der Damm nicht bekannt, Unterkünfte der Minenarbeiter überflutet.   |
| Sardoba                                                                      | Kurgantepa                                    | Usbekistan           | Provinz Sirdaryo                         | 1. Mai 2020                 | 2 | 40° 20′ 13,2″ N, 68° 25′ 15,6″ O |
| Edenville- und Sanford-Damm                                                  | Midland                                       | USA                  | Michigan                                 | 19. Mai 2020                | 0 | 43° 48′ 50,8″ N, 84° 22′ 35,4″ W Durch Starkregen wurden die den Tittabawassee River stauenden Dämme beschädigt und die Stadt Midland überflutet.                                |
| Yong’an und Xinfa                                                            | Hulun Buir                                    | China                | Innere Mongolei                          | 18. Juli 2021               | | 48° 36′ 31,3″ N, 124° 14′ 28″ O |
| Al-Ronah                                                                     | Hababah, Thula                                | Jemen                | Amran                                    | 3. Aug. 2020                | 0 | 15° 33′ 48,1″ N, 43° 51′ 30,8″ O |
| Annamayya und Pincha                                                         | Kadapa                                        | Indien               | Andhra Pradesh                           | 19. Nov. 2021               | 33 (ca.) | 14° 12′ 53″ N, 79° 1′ 8,3″ O und 13° 54′ 32,2″ N, 79° 0′ 4″ O Kaskadenbruch. Der Bruch des Pincha-Staudamms bei Hochwasser führte zum Bruch des Annamayya-Damms.                 |
| Damm des Absetzbeckens Jagersfontein                                         | Bloemfontein                                  | Südafrika            | Freistaat (Provinz)                      | 11. Sep. 2022               | 3 (mind.) + mind. 4 vermisst                                                                                        | 29° 46′ 30,4″ S, 25° 25′ 39,4″ O |
| Al-Aqabi                                                                     | Beit Al-Hindi                                 | Jemen                | Hafash-Distrikt, Al Mahwit               | 30. Apr. 2023               | 4 | 15° 22′ 8,9″ N, 43° 25′ 26,1″ O (ca.) |
| Kachowkaer Stausee                                                           | Nowa Kachowka                                 | Ukraine              | Dnipropetrowsk, Saporischschja, Cherson  | 6. Juni 2023                | 62 (mind.) | |
| Braskereidfoss                                                               | Våler (Innlandet)                             | Norwegen             | Innlandet                                | 9. Aug. 2023                | 0 | 60° 42′ 20″ N, 11° 47′ 26″ O Dammbruch wegen Überströmen nach starken Regenfällen, Schleusen ließen sich nicht öffnen                                                            |
| Staudämme Al-Bilad und Abu Mansour, Wadi Derna                               | Darna                                         | Libyen               | Munizip Darna                            | 11. Sep. 2023               | 4540 | 32.75311°N, 22.63137°O und 32.65906°N, 22.57769°O Durch Starkregen |
| Chungthang-Staudamm (Teesta III Hydropower project)                          | Chungthang                                    | Indien               | Sikkim                                   | 4. Okt. 2023                | 20 (mind.) | 27.597793°N, 88.6501619°O Dammbruch durch Sturzflut im Tista-Tal nach Überlaufen des Gletschersees South Lhonak Lake                                                             |
| Staudamm aus deutscher Kolonialzeit am Fluss Mefou                           | Yaoundé                                       | Kamerun              | Mbankolo                                 | 8. Okt. 2023                | 30 (ca.) | 3° 53′ 42″ N, 11° 28′ 48″ O(ca.) |
| Kijabe-Damm                                                                  | Mai Mahiu                                     | Kenia                | Kiambu County/Nakuru County, Rift Valley | 29. Apr. 2024               | 48 | 0° 57′ 25,9″ S, 36° 35′ 31,2″ O ehemaliger Eisenbahndamm aus der Kolonialzeit brach bei Hochwasser wegen verstopfter Entlastung                                                  |
| 14 de Julho                                                                  | Cotiporã, Bento Gonçalves                     | Brasilien            | Rio Grande do Sul                        | 2. Mai 2024                 | 0 | 29° 3′ 54,8″ S, 51° 40′ 28,2″ W (ca. 37 Tote und 74 Vermisste durch das allgemeine Hochwasser ohne Einfluss der Stauanlage)                                                      |
| Kialimskoje                                                                  | Karabasch                                     | Russland             | Tscheljabinsk                            | 26. Juli 2024               | 0 | 55° 24′ 19,8″ N, 60° 8′ 17,4″ O |
| Malana I                                                                     | Kullu                                         | Indien               | Himachal Pradesh                         | 1. Aug. 2024                | 5 (mind.), 50 vermisst                                                                                              | 32° 2′ 7,5″ N, 77° 15′ 16,4″ O |
| Arba’at Dam                                                                  | Bur Sudan (Port Sudan)                        | Sudan                | al-Bahr al-ahmar (Rotes Meer)            | 24. Aug. 2024               | 148 | 19° 50′ 1,3″ N, 36° 56′ 20,3″ O |
| Damm an der Morawka, Zufluss der Biała Lądecka                               | Stronie Śląskie                               | Polen                | Woiwodschaft Niederschlesien             | 15. Sep. 2024               | 1 | 50° 17′ 4,5″ N, 16° 52′ 35,2″ O |

## Deutschland
Talsperrenbrüche in Deutschland, die große (1945) und kleinere Katastrophen waren:
- Polstertaler Teich 1742
- Glasebacher Teich, 1752 – der Damm brach infolge eines Unwetters, weil die Striegelanlage nicht mehr betätigt werden konnte. Das Wasser zerstörte eine Mühle.
- Silberteich (Andreasberger Teich) Dammbruch am 4. Dezember 1760
- Kupferroser Teich am 7. April 1808 durch ein Hochwasser zerstört
- Unterer Einersberger Teich am 29. September 1820 brach der Damm
- Neuer Teich (Freiberg), 2. Juni 1839 – der Damm brach infolge eines Unwetters und weil sich der Fluter nicht schnell genug öffnen ließ
- Mandelhölzer Teich, 22. Juli 1855 – der Damm brach bei einem starken Hochwasser. Die Orte Rothehütte und Königshof (Königshütte) wurden verwüstet.
- Möhnetalsperre, 17. Mai 1943 – teilweise Zerstörung der Staumauer durch britische Bombardierung, Stausee ausgelaufen (Möhnekatastrophe), über 1000 Tote
- Edertalsperre, 17. Mai 1943 – Beschädigung der Staumauer durch britische Bombardierung, Stausee ausgelaufen
- Talsperre Muldenberg, 13. Mai 1945 – Stausee nach Munitionsexplosion ausgelaufen, 13 Tote
- Rückhaltebecken Fischbeck, 19. Juli 1966 – Dammbruch bei Unwetter
- Kunstteich Ballenstedt, 7. April 1969 – Dammbruch bei Hochwasser in der Nähe des Striegels an der Dammkrone
- Hochwasserrückhaltebecken Haslach (an der Haslach), 17. August 1969 – Dammbruch bei einem Unwetter[191]
- Neuer Teich (Gernrode) der Damm brach 1976 nach einem heftigen Regen
- Ibrastausee, 22. August 1977 – Dammbruch durch Hochwasser
- Rückhaltebecken Gissigheim, 21. Juni 1984 – Dammbruch durch das Hochwasser der „Fronleichnamsflut“
- Rückhaltebecken Glashütte, 12. August 2002 – Dammbruch durch Hochwasser
- Oberer Schalker Teich – Dammbruch 26. Juli 2017

## Österreich-Ungarn / Österreich
Auf dem Gebiet des heutigen Österreich hat es bisher keine Talsperrenkatastrophen gegeben.
Im damaligen Österreich-Ungarn, jeweils im Teil der österreichischen Monarchie, heute in Tschechien kam es jedoch zu 2 Dammbrüchen, die beide nicht repariert wurden:
- Am 25. Mai 1872 brach der Damm des Mlatzer obrigkeitlichen Teichs (Mladotický rybník, 3,0–3,1 Mio. m³ Volumen, 91 ha Fläche) in Mladotice bei Pilsen. Auslöser war – flussoberhalb – eine durch Starkregen ausgelöste Flut im Mladotický creek (Bach, Flüsschen) in Verbindung mit einem aufstauenden Erdrutsch. Zahlreiche Tote in 2 Orten flussabwärts. Verblieben ist heute der seichte, verlandende nur 4,5 ha große Odlezly See, seit 1975 unter Naturschutz. Der Teich war durch einen Damm an einer Talenge wahrscheinlich im 14. Jahrhundert vom Zisterzienserkloster errichtet worden. Schon 1550 erfolgte ein teilweiser Dammbruch durch Flut, der 2 Mühlen zerstörte.
- Am 18. September 1916 forderte das Brechen der Talsperre an der Weißen Desse, erst 1915 errichtet, 62 Tote.

Im Juli 1997 brach der Damm des Schlesingerteichs in Bärnkopf, Niederösterreich (Bezirk Zwettl). Er war vor rund 200 Jahren zum Holzschwemmen errichtet worden. Der Damm wurde 1999 von der Gemeinde saniert. Der 5,56 ha große Teich wird heute zum Fischen (bei Tag) und Schwimmen genutzt.

## Schweiz
In der Schweiz wurden bisher – von Sonzier im Jahr 1888 abgesehen – keine größeren Talsperrenschäden verzeichnet. Aufgrund der recht großen Dichte dieser Bauwerke besteht hingegen ein beträchtliches Gefahrenpotential. Zum Beispiel ergaben Berechnungen für die Kraftwerke Linth-Limmern im Kanton Glarus, dass bei einem Bruch der Ort Linthal fünf Kilometer unterhalb innerhalb drei Minuten von einer rund zehn Meter hohen Flutwelle überspült würde. Die Einwohner hätten kaum eine Überlebenschance. Glarus hätte die dort noch rund fünf Meter hohe Flutwelle in etwa 30 Minuten erreicht – der Sirenen-Alarm würde wohl zumindest Teilen der Bevölkerung eine rechtzeitige Flucht ermöglichen.
Die Talsperren in der Schweiz werden eingehend überwacht und kontrolliert, um solchen Katastrophen vorzubeugen. Jedoch stehen die meisten Sperren in Gegenden, die zu den erdbebengefährdeten Regionen der Schweiz zählen. (Quellen: Schweiz. Eidgenossenschaft: Zivilverteidigung, 1966; Nagra: Aktuelle Erdbebengefährdungs-Karte der Schweiz, 2005)